# Hidroboracita
La hidroboracita es un mineral de la clase de los minerales boratos. Fue descubierta en 1834 bajo un domo salino en el Cáucaso en la provincia de Atyrau (Kazajistán), siendo nombrada a partir de su composición química: borato-hidratado, así como por su relación con el mineral de boracita.

## Características químicas
Químicamente es un borato muy hidroxilado e hidratado, conteniendo calcio y magnesio. Por la estructura de su cristal es lo que se denomina un ino-triborato.

## Formación y yacimientos
Típicamente formado a partir de alteración por aguas freáticas del suelo de yacimientos de mineral de colemanita (CaB3O4(OH)3·H2O). También podría ser un mineral de formación primaria en otro tipo de yacimientos con sales.
Suele encontrarse asociado a otros minerales como: colemanita, boracita o tunellita.